# Schaffhausen
Schaffhausen (nemško , francosko Schaffhouse, italijansko Sciaffusa, grško Probatopolis ali latinsko Scaphusun) je mesto z okoli 37.000 prebivalci v Švici in glavno mesto kantona Schaffhausen. Mesto se nahaja na najbolj severnem delu Švice, ob reki Ren, v bližini meje z Nemčijo. Je tudi eno od zgolj štirih švicarskih mest, ki se nahajajo severno od reke Ren, poleg Neuhausna am Rheinfall, zgodovinskega Neunkircha in srednjeveškega Steina am Rhein.

## Zgodovina
Kljub švicarski nevtralnosti je bilo na Schaffhausen med drugo svetovno vojno izvedeno 1. aprila 1944 dnevno bombardiranje s strani Vojnega letalstva ZDA (USAAF). Približno 50 bombnikov B-24 Liberator je namreč napačno identificiralo Schaffhausen kot svojo tarčo Ludwigshafen am Rhein blizu Mannheima v Nemčiji (približno 235 km severno od Schaffhausna) in na mesto odvrglo šestdeset ton bomb. Čeprav se je v Schaffhausnu oglasil alarm za zračni napad, so se v mestu pred tem sirene za zračni napad tolikokrat oglasile brez kakršnega koli napada, da alarm ni imel svojega učinka in se mnogi domačini niso uspeli pravočasno umakniti v zaklonišča. Med bombardiranjem je umrlo skupaj 40 ljudi in okoli 270 jih je bilo ranjenih, velik del mesta pa je bil uničen.

## Mestne četrti
- Altstadt
- Breite
- Emmersberg
- Hochstrasse / Geissberg
- Niklausen
- Buchthalen
- Herblingen

## Gospodarstvo
Večja podjetja v mestu so:
- Cilag AG
- Georg Fischer AG
- IWC International Watch Company

## Šport
- FC Schaffhausen, nogometni klub (nemško)
- Kadetten Schaffhausen rokometni klub (nemško)
- Damen Volleyball Club VC Kanti Schaffhausen, ženski odbojkarski klub (nemško)
- SC Schaffhausen, vaterpolski klub (nemško) Arhivirano 2008-04-09 na Wayback Machine.

## Transport
Schaffhausen je postaja Züriške lokalne železnice (S-Bahn) na liniji S16. Izpred zgradbe je postaja mestnega potniškega prometa.
V zadnjih letih mestne trolejbuse postopoma zamenjujejo z električnimi avtobusi španskega proizvajalca Irizcar, ki se polnijo na nekaterih vstopnih oz. izstopnih postajah.

## Znamenitosti kantona Schaffhausen
- Renski slapovi (Rheinfall) Neuhausen am Rheinfall - največji slapovi v Evropi
- trdnjava Munot
- mestece Stein am Rhein

## Znane osebnosti
Znane osebnosti, ki so se rodile ali pa delovale v Schaffhausnu:
- Ariane Ehrat (*1961), smučarka
- Roberto Di Matteo (*1970), nogometaš

## Galerija
- trg Fronwagplatz in vodnjak Landsknechtbrunnen
- Haus zum Ritter (vitezova hiša)
- Haus zum Steinbock
- Trg Zum Thiergarten